# Keresztények, sírjatok
A Keresztények, sírjatok kezdetű nagyböjti ének a Zsasskovszky-énekeskönyvben jelent meg először. Szövegét Faludi Ferenc írta.
Feldolgozás:
| Szerző       | Mire      | Mű                     |
| ------------ | --------- | ---------------------- |
| Bárdos Lajos | vegyeskar | Keresztények, sírjatok |

## Kotta és dallam
| Nincsen abban irgalom, Hozzád buzgó fájdalom, Aki téged meg nem szán, Ó Jézus, a keresztfán. | Szent testednek sebeit, Vérrel folyó kékeit Aki látja, és nem sír, Élő hittel az nem bír. | A kősziklák repednek, Nap és hold sötétednek, Minden élő megindul, Csak a bűnös nem búsul. | Szállj szívedbe, sirasd meg Vétkeidet s fontold meg, Hogy az Isten Fia volt, Aki érted így megholt. |

## Felvételek
- Keresztények sírjatok - énekversenyre. gloria.tv (Hozzáférés: 2016. december 16.) (audió)
- Keresztények, sírjatok. Hittansuli (Hozzáférés: 2016. december 16.) (audió) arch
- SZVU 71 Keresztények sirjatok. YouTube (2011. április 3.)  (Hozzáférés: 2016. december 16.) (audió)
- Keresztények, sírjatok. YouTube (2011. március 15.)  (Hozzáférés: 2016. december 16.) (videó)